# Funció cultural dels arxius
La funció cultural dels arxius és l'altra funció dels arxius junt a la funció administrativa. Consisteix en activitats culturals portades endavant per l'arxiu com a institució que custodia la documentació. Aquesta funció es desenvolupa especialment amb la societat de l'oci, que facilita el consum de productes i serveis culturals, els quals pot oferir l'arxiu.
La difusió cultural de l'arxiu es pot concretar en la divulgació mitjançant la integració en els plans d'estudi, les publicacions i les exposicions. El desenvolupament d'una política cultural des de l'arxiu requereix que primer hi haja unes necessitats cobertes (la classificació i ordenació dels fons documentals, recursos humans suficients, requisits arquitectònics).
Les activitats pedagògiques que empren els documents com a material en l'ensenyança de les ciències socials és una de les activitats de difusió cultural que permet que s'arribe a un públic més ample. Altra activitat de difusió cultural que arriba a un públic ample són les exposicions de documents.